# Larrea
- Commons
- Wikispecies

Larrea é um género botânico pertencente à família Zygophyllaceae.

## Espécies
Estão descritas seis espécies:
- Larrea ameghinoi
- Larrea cuneifolia
- Larrea divaricata
- Larrea nitida
- Larrea tridentata
- Larrea x simulans